# Єлізаров Олександр Матвійович
Єлізаров Олександр Матвійович (нар. 7 березня 1952, село Вязівка, Сосновоборський район, Пензенська область) — радянський біатлоніст, заслужений майстер спорту СРСР (1976). На зимових Олімпійських іграх 1976 в Інсбруку став Олімпійським чемпіоном в естафеті і бронзовим призером в індивідуальній гонці на 20 км. Чемпіон світу 1977 року в естафеті. Чемпіон СРСР 1973 і 1975 років.

## Біографія
Лижним спортом захопився в 15 років під час навчання в ПТУ-10 міста Кузнецька.